# Celaenia distincta
Celaenia distincta är en spindelart som först beskrevs av O. Pickard-Cambridge 1869.  Celaenia distincta ingår i släktet Celaenia och familjen hjulspindlar. Inga underarter finns listade i Catalogue of Life.